# Estadio José Rico Pérez
El Estadio José Rico Pérez es un recinto deportivo de titularidad pública, es decir del ayuntamiento de Alicante. Ubicado en la ciudad de Alicante, España. Alberga los partidos como local del primer equipo del Hércules de Alicante C.F., que milita en la campaña 24/25 en 1RFEF Fue inaugurado el 3 de agosto de 1974 y tiene un aforo de 29 800 espectadores
Fue una de las diecisiete sedes del Mundial de 1982, habiendo acogido tres partidos, entre ellos el que decidía el tercer y cuarto puesto. Además, ha albergado nueve encuentros de la selección española.

## Historia

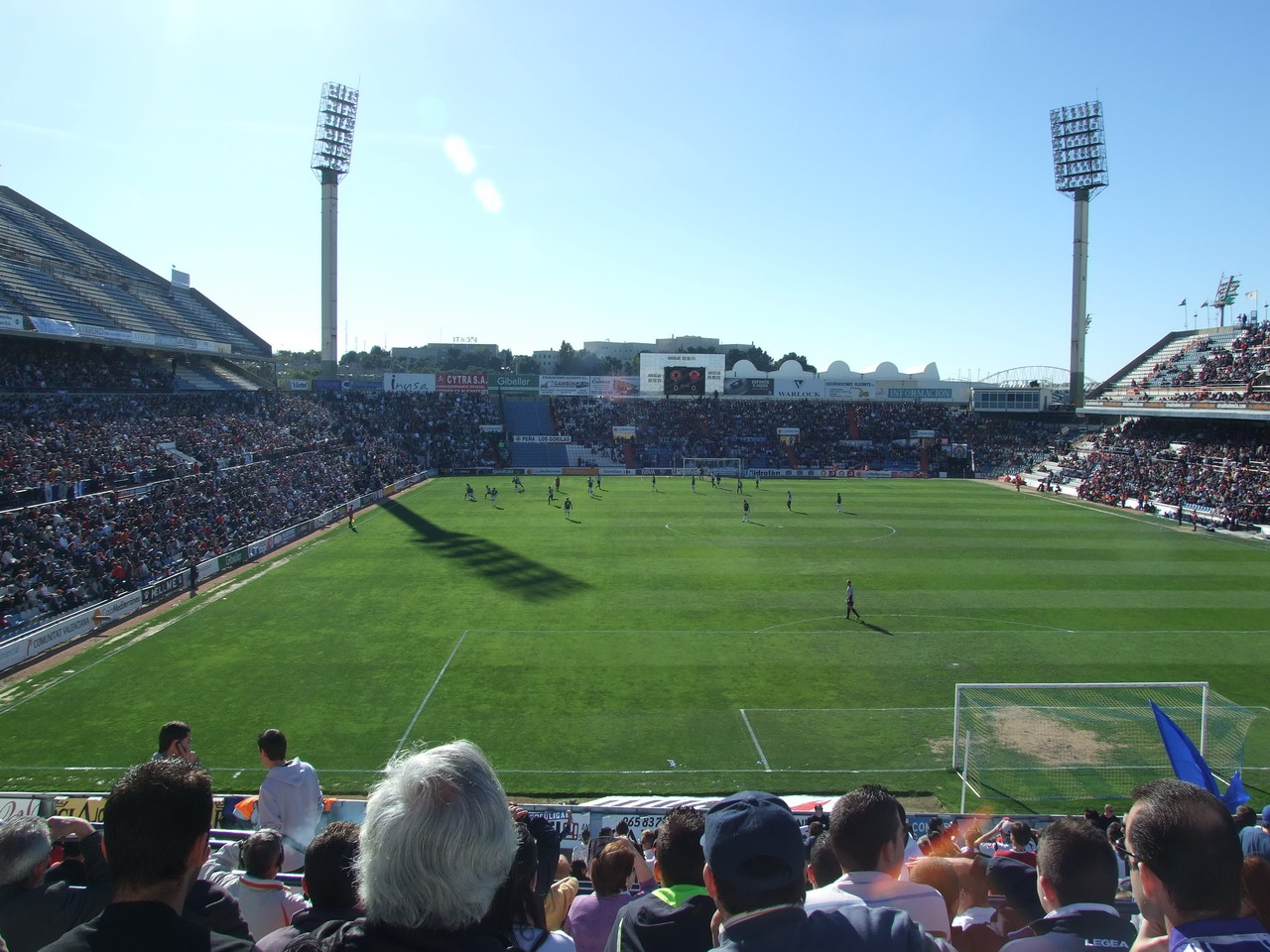
Vista general desde el Fondo Norte durante un Hércules–Elche

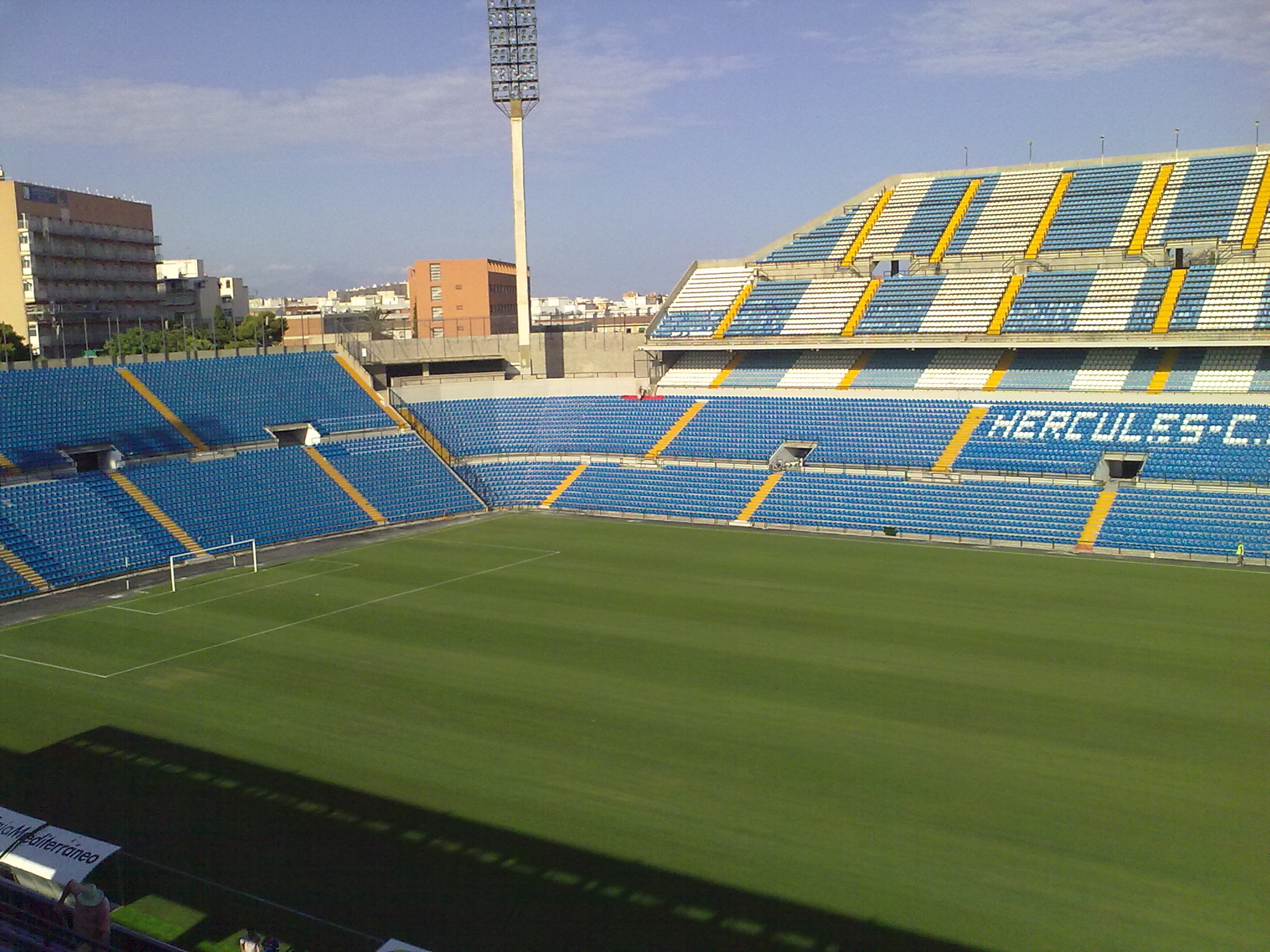
Vista interior del estadio durante el verano de 2010

### Proyecto
La anterior sede de los partidos del Hércules Club de Fútbol, fue el Campo de La Viña, que se situaba en el barrio de La Florida, en la actual plaza de La Viña.
El primer paso del Hércules tras el anteproyecto del nuevo estadio, que ya tenía terminado el expresidente y directivo Francisco Muñoz Llorens, fue la compra de los actuales terrenos donde se sitúa el estadio José Rico Pérez, situados en la llamada Partida de Nogueroles (cercanos al Castillo de San Fernando) y propiedad de Rafaela Louise Llaudes. Con ocasión de una eliminatoria de Copa del Generalísimo ante la U. D. Las Palmas en 1966, el Hércules renunció a la disputa en Alicante del partido de desempate. El equipo canario pagó un millón de pesetas al club blanquiazul para que el partido se disputara en el Estadio Insular. De esa cantidad, 400 000 pesetas (2404,05 euros) fueron entregadas al ayuntamiento de Alicante como un adelanto para adquirir los terrenos de la Partida de Nogueroles, que ascendían al total de 3 900 000 pesetas.
Debido a la crisis económica del Hércules, el pleno del ayuntamiento de Alicante celebrado el 30 de noviembre de 1967, aprobó la propuesta del Hércules de subrogar ante la Caja de Ahorros del Sureste de España, los derechos y obligaciones del Campo de La Viña. La propuesta incluía también que el ayuntamiento abonara a la Caja 3 100 000 pesetas, así como 1 000 000 de pesetas al Hércules, a título, todo ello, de compensación por cederle los terrenos que el Hércules había adquirido en la Partida Nogueroles, cerca del Castillo de San Fernando. El ayuntamiento también adoptó dicho acuerdo: Se aprueba con la condición de que el Hércules no ponga obstáculo a que pueda jugar en el nuevo estadio cualquier otro equipo alicantino de categoría nacional en las mismas condiciones que el anterior, por parte de los herculanos, de subarrendar y con la reserva de cuatro fechas anuales para el Ayuntamiento.
Tras el ascenso del Hércules a Segunda División en 1970, tras superar el club herculano sus dificultades económicas, su presidente Tomás Taruella, inició contactos con el ayuntamiento para revocar y dejar sin efectos el acuerdo del pleno municipal del 30 de noviembre de 1967, para recuperar la compra del Campo de La Viña, juntamente con los terrenos propiedad de Rafaela Louise Llaudes. Así, por acuerdo del pleno municipal de Alicante de 12 de julio de 1971, le fueron devueltas al Hércules las opciones al campo de La Viña y los 26 200 metros cuadrados adquiridos en los terrenos de la Partida Nogueroles. El acuerdo contemplaba la reserva del ayuntamiento de un espacio junto al nuevo estadio para construir el actual pabellón Pitiu Rochel.
El 26 de agosto de 1971, tras firmar José Rico Pérez la escritura de compra de los terrenos, el Hércules pasó a ser propietario de los 26 272 metros cuadrados de la llamada Partida de Nogueroles. José Rico Pérez entregó un cheque por valor de 3 159 720 pesetas que, unida a la suma de 400 000 pesetas entregadas en 1967, cerró la operación.

### Construcción
Posteriormente los planes para conseguir la construcción del nuevo estadio no fueron sencillos, ya que se idearon varias fórmulas para conseguir liquidez. El 6 de enero de 1973 la directiva herculana dio a conocer su proyecto "Fases de la construcción del campo de fútbol del Hércules Club de Fútbol", entre las que se encontraban conseguir dinero en efectivo, con métodos como la venta de mil abonos anticipados para las 5 siguientes temporadas al precio de 20 000 pesetas cada uno.
El 15 de enero de 1973 se adjudicó a la empresa "Cubiertas y Tejados, S.A." la construcción del nuevo estadio del Hércules, cuyo presupuesto ascendía a 28 035 289,65 pesetas (168 495,48 euros) y tenía un plazo de ejecución de 12 meses. El arquitecto encargado del proyecto sería Francisco Muñoz Llorens y los aparejadores serían José Luis Blasco y José Santa Isabel. El 30 de enero de 1973 la asamblea del Hércules aprobó la construcción del nuevo estadio.
El 25 de mayo de 1973 el Campo de La Viña, propiedad hasta entonces de la Caja de Ahorros del Sureste, cedió las escrituras al Hércules, pasando a ser propiedad del club herculano. Gestión que dejó encauzada Antonio Ramos Carratalá, fundador de la Caja de Ahorros del Sureste, y exdirectivo herculano. El 26 de mayo de 1973 se colocó la primera piedra del que sería el nuevo campo blanquiazul. El 6 de abril de 1974 finalizaron las obras del estadio, y el 12 de junio de 1974 la asamblea del Hércules decidió que el nuevo estadio llevara el nombre del presidente por aquellas fechas: José Rico Pérez. En otro orden de cosas, se decidió sacar a subasta pública los terrenos del Campo de La Viña, valorados en 75 millones de pesetas (450 759,08 euros). Pero no se consiguió el objetivo de vender los terrenos y José Rico Pérez, junto con varios socios, decidieron edificar y amortizar ese capital en beneficio del Hércules. El 31 de julio de 1974 el Hércules celebró su primer entrenamiento en el estadio José Rico Pérez.

### Inauguración
El 3 de agosto de 1974 se inauguró la nueva sede herculana. Se celebraron una serie de actos conmemorativos, y se descubrieron dos placas dedicadas al fundador del Hércules, Vicente Pastor Alfosea, y a Antonio Ramos Carratalá, fundador de Caja de Ahorros del Sureste de España y exdirectivo del club. También se estrenó el nuevo himno del Hércules que sigue vigente, con letra de Alfredo Garrido y música de José Torregrosa. En la inauguración se celebró un encuentro amistoso contra el Fútbol Club Barcelona que ganó 0-4.
Las alineaciones de aquel encuentro fueron:
- Hércules CF: Humberto, José Antonio, Carbonell, Pachón, Baena, Rivera, Nagy, Varela, Arieta, Betzuen y Pepín. En el segundo tiempo: Humberto, Pachón, Carbonell, Quique; Rivera, Carreño; Illán, Baena, Arieta, Varela (Andreu) y Pepín.
- FC Barcelona: Mora; Tomé, Torres, Costas; De la Cruz, Juan Carlos; Asensi, Marcial, Rexach, Cruyff y Clarés. En el segundo tiempo: Sadurní, Tomé, Gallego, Albaladejo, Martí Filosia, Neeskens, Juanito, Marcial (Cos), Cruyff (Pérez), Asensi y Sotil.

En competición oficial, el primer partido en el Rico Pérez se saldó en empate a dos con el Real Murcia. Carreño pasó a la historia como el jugador que marcó el primer gol en el feudo alicantino.

### Sede del Mundial de 1982
Alicante fue una de las catorce subsedes y el Rico Pérez uno de los diecisiete estadios que albergaron la Copa Mundial de 1982. En este recinto se disputaron dos de los seis partidos correspondientes al grupo 3 de la primera fase del campeonato (el inaugural del grupo se disputó en Barcelona y los otros tres en Elche), y el partido por el tercer puesto entre Francia y Polonia.

## Titularidad
El Hércules fue el propietario del estadio desde su inauguración hasta 1994, que pasó a manos del Ayuntamiento de Alicante, debido a las deudas del club acumuladas entre 1987 y 1993 con Agencia Tributaria (500 millones ₧) y Seguridad Social (75 millones ₧). Desde entonces y hasta el 2007, el estadio fue de titularidad municipal, aunque el Hércules siguió disputando sus partidos como local en el estadio. 
En mayo de 2007, tras 13 años de propiedad municipal, el club recompró su estadio a través de una empresa externa, hasta que en febrero de 2017, el Instituto Valenciano de Finanzas realizó la adquisición del estadio por 3,75 millones €.

### Uso compartido con el Alicante C.F.
En 2001, con el ascenso del Alicante Club de Fútbol a Segunda División B, se encontró tras más de 40 años en la misma categoría que el Hércules. El Alicante C.F., pidió formalmente al Ayuntamiento 901 520 euros, para adecuar las instalaciones de titularidad municipal del Estadio Alicante C.F. y planteó como alternativa, la utilización conjunta del Rico Pérez. Luis Díaz Alperi, alcalde de la ciudad de Alicante, decidió optar por la segunda opción.
El 3 de agosto de 2010, el Alicante CF anuncia su salida del Rico Pérez y su vuelta a la Ciudad deportiva de Villafranqueza para la Temporada 2010/11 ya que, a cambio de no presentarse a la puja por la compra del José Rico Pérez, el Ayuntamiento se compromete a reformar sus instalaciones acorde a la categoría, reforma a la que se había negado años anteriores. Aligestión se presenta en solitario y consigue recomprar el estadio para el Hércules a un precio inferior a la mitad por lo que se le vendió al Consistorio Municipal, si bien el Hércules CF SAD tenía la obligación de reformar las instalaciones por un valor de 4 millones de euros, con lo que el costo para la entidad blanquiazul se equiparaba a su valor real.

## Arquitectura y proyecto de remodelación
Es un estadio descubierto, con las gradas inclinadas dispuestas alrededor del campo de juego, las cuales confieren una imagen de un estadio de diferentes alturas: así, el Fondo Sur tiene menos capacidad que el Fondo Norte y la altura de la tribuna, en su día más elevada gracias a la Tribuna Alta (donde se sitúan las cabinas de prensa), es superada por la grada mundialista, construida por el mismo arquitecto, Francisco Muñoz Llorens, y más conocida por el de "Grada Tejero" por su forma de tricornio (cuestiones de espacio obligaron a que una de las partes tuviera que estar acotada y la simetría hizo el resto). En el exterior, grandes pilastras sostienen las grandes plataformas y pórticos inclinados que parecen desafiar la gravedad. Desde octubre de 2005 dispone de un videomarcador que suple a un marcador electrónico averiado y que funcionó durante una década; aun así, muchos aficionados recuerdan el viejo marcador Dardo, que estaba en una esquina del Fondo Sur junto a la grada preferente.

### Propuesta de remodelación
La alcaldesa de Alicante, Sonia Castedo, el portavoz de la oposición, Roque Moreno, y el presidente del Hércules, Valentín Botella junto con el máximo accionista, Enrique Ortiz, cerraron el acuerdo por el que el dueño del club, Enrique Ortiz, se compromete a invertir 55 millones de euros en la construcción del nuevo estadio y la remodelación de toda la zona deportiva anexa (Ciudad Deportiva Municipal, pabellón Pitiu Rochel y pistas deportivas del antiguo Hipódromo) a cambio de una serie de Unidades de Aprovechamiento Urbanístico (parcelas edificables en suelo residencial, terciario o industrial) repartidas entre los planes parciales de próxima ejecución y los que se definan en el Plan General de Ordenación Urbana actualmente en trámite de aprobación.
El campo del Rico Pérez que pertenece hoy a la sociedad Aligestión, propiedad entre otros del propio Ortiz, pasará al Hércules, una vez que el club haya saldado sus deudas con las administraciones públicas, y en el futuro, cuando concluyan las obras, al Ayuntamiento, según informó la propia Sonia Castedo.
La alcaldesa anunció que los trabajos para adecentar el campo de cara al comienzo de la Liga en Primera División, el próximo 29 de agosto, comenzarán de inmediato y se centrarán en el acondicionamiento del césped, vestuarios, asientos y aseos, algo indispensable para afrontar el inicio de la competición. Castedo subrayó que las obras no se pararán cuando empiece la liga "porque son compatibles con el desarrollo de la competición" y, aunque no se atrevió a dar una fecha de finalización, calculó que pueden durar hasta dos años.
De los 55 millones del precio final de toda la operación de remodelación del Rico Pérez y demás instalaciones deportivas próximas, un total de 45 millones, lo que representa casi un 80 por ciento, se destinarían al campo de Hércules y los otros diez millones para el resto de centros deportivos, incluyendo el pabellón Pitiu Rochel, la Ciudad Deportiva y las pistas deportivas del antiguo Hipódromo. Además, y aunque no se trata de una instalación municipal por ser propiedad de la Generalidad, la alcaldesa también da por hecho de que la remodelación alcanzará al Centro de Tecnificación al dar por seguro de que el Gobierno autonómico se sumará a este proyecto "fundamental para la ciudad".
El coste de 45 millones de euros para reparar el Rico Pérez se ha establecido fijando 1500 euros por cada una de las 29 500 localidades de su aforo, una cantidad que se considera un precio medio con respecto a remodelaciones en campos de otros equipos de primera división.
Para financiar esta operación es fundamental la cesión municipal del aprovechamiento constructivo de parcelas en planes parciales. A este respecto, la primera edil enfatizó que no habrá recalificación de suelo para el constructor y dueño del Hércules. Los terrenos, según Castedo, están sin determinar, aunque descartó que se concentren en una sola zona.
La alcaldesa rechazó la posibilidad de que debajo del nuevo campo se construya un párking subterráneo, ya que "estaríamos hablando de una ratonera por tener que construirse a gran profundidad y con salidas a calles medianas o pequeñas".
Por el contrario, sí está prevista una pequeña zona comercial en los bajos del estadio pero se pretende que sean negocios relacionados con el deporte y nunca pubs. Los ingresos que procedan de la explotación comercial de estos locales también se destinarán a la operación de rehabilitación del campo, tal como ya se había señalado.

## Partidos internacionales

### Selección española
La selección española ha disputado nueve encuentros en Alicante, cinco amistosos y cuatro de competición oficial. España se enfrentó ante la también campeona del mundo Inglaterra, en su último encuentro amistoso en este estadio y ante Albania, en el último de competición oficial, clasificatorio para el Mundial 2018.
| Amistoso; 27 de marzo de 1977, 17:00 | España      | 1:1 (0:0) | Hungría     |                                                |                                                |
|                                      | Juanito 69' |           | Pusztai 58' | Asistencia: – espectadores Árbitro(s): Vautrot | Asistencia: – espectadores Árbitro(s): Vautrot |

| Amistoso; 23 de enero de 1985, 20:00 | España                          | 3:1 (3:0) | Finlandia    |                                          |                                          |
|                                      | Rincón 22' · Butragueño 30' 44' |           | Lipponen 81' | Asistencia: – espectadores Árbitro(s): – | Asistencia: – espectadores Árbitro(s): – |

| Amistoso; 21 de febrero de 1990, 20:00 | España     | 1:0 (1:0) | Checoslovaquia |                                          |                                          |
|                                        | Manolo 21' |           |                | Asistencia: – espectadores Árbitro(s): – | Asistencia: – espectadores Árbitro(s): – |

| Amistoso; 8 de septiembre de 1993, 21:30 | España           | 2:0 (0:0) | Chile |                                          |                                          |
|                                          | Guerrero 61' 90' |           |       | Asistencia: – espectadores Árbitro(s): – | Asistencia: – espectadores Árbitro(s): – |

| Clasificación Mundial 1998; 12 de febrero de 1997, 21:30 | España                                                | 4:0 (2:0) | Malta |                                                           |                                                           |
|                                                          | Guardiola 25' · Alfonso 40' · Alfonso 46' · Pizzi 90' |           |       | Asistencia: 32.100 espectadores Árbitro(s): Stephen Lodge | Asistencia: 32.100 espectadores Árbitro(s): Stephen Lodge |

| Clasificación Mundial 2002; 24 de marzo de 2001, 21:30 | España                                                             | 5:0 (2:0) | Liechtenstein |                                                                 |                                                                 |
|                                                        | Helguera 20' · Mendieta 37' · Hierro 55' · Raúl 68' · Mendieta 82' |           |               | Asistencia: 29.900 espectadores Árbitro(s): Darko Čeferin (SVN) | Asistencia: 29.900 espectadores Árbitro(s): Darko Čeferin (SVN) |

| Clasificación Eurocopa 2012; 11 de octubre de 2011, 20:45 | España                           | 3:1 (2:0) | Escocia        |                                                                      |                                                                      |
|                                                           | Silva 6' · Silva 43' · Villa 53' |           | Goodwillie 64' | Asistencia: 27.559 espectadores Árbitro(s): Stefan Johannesson (SWE) | Asistencia: 27.559 espectadores Árbitro(s): Stefan Johannesson (SWE) |

| Amistoso; 13 de noviembre de 2015, 20:45 | España                   | 2:0 (0:0) | Inglaterra |                                                                   |                                                                   |
|                                          | Gaspar 71' · Cazorla 84' |           |            | Asistencia: 28.162 espectadores Árbitro(s): Paolo Mazzoleni (ITA) | Asistencia: 28.162 espectadores Árbitro(s): Paolo Mazzoleni (ITA) |

| Clasificación Mundial 2018; 6 de octubre de 2017, 20:45 | España                                 | 3:0 (3:0) | Albania |                                                                 |                                                                 |
|                                                         | Rodrigo 16' · Isco 24' · Alcántara 27' |           |         | Asistencia: 25.507 espectadores Árbitro(s): Aleksei Eskov (RUS) | Asistencia: 25.507 espectadores Árbitro(s): Aleksei Eskov (RUS) |

### Mundial 1982
Alicante fue una de las catorce subsedes y el Rico Pérez uno de los diecisiete estadios que albergaron la Copa Mundial de 1982. En este recinto se disputaron dos de los seis partidos correspondientes al grupo 3 de la primera fase del campeonato, además del partido por el tercer puesto.
| Primera fase (Grupo 3); 23 de junio de 1982 | Argentina                      | 2:0 (1:0) | El Salvador |                                                                              |                                                                              |
|                                             | Passarella 22' (p) Bertoni 52' |           |             | Asistencia: 32.500 espectadores Árbitro(s): Luis Barrancos Álvarez (Bolivia) | Asistencia: 32.500 espectadores Árbitro(s): Luis Barrancos Álvarez (Bolivia) |

| Primera fase (Grupo 3); 18 de junio de 1982 | Argentina                                 | 4:1 (3:0) | Hungría      |                                                                      |                                                                      |
|                                             | Bertoni 26' Maradona 28', 57' Ardiles 60' |           | Pölöskei 76' | Asistencia: 32.093 espectadores Árbitro(s): Belaid Lacarne (Argelia) | Asistencia: 32.093 espectadores Árbitro(s): Belaid Lacarne (Argelia) |

| Tercer puesto; 10 de julio de 1982 | Polonia                                 | 3:2 (0:1) | Francia                |                                                                                      |                                                                                      |
|                                    | Szarmach 40' Malewski 44' Kupcewicz 46' |           | Girard 13' Couriol 72' | Asistencia: 28.000 espectadores Árbitro(s): António José da Silva Garrido (Portugal) | Asistencia: 28.000 espectadores Árbitro(s): António José da Silva Garrido (Portugal) |